# Yolgeçen, Gürün
Yolgeçen là một xã thuộc huyện Gürün, tỉnh Sivas, Thổ Nhĩ Kỳ. Dân số thời điểm năm 2011 là 741 người.